# Oswald Külpe
Oswald Külpe [ˌˀɔsv̥alt ˈkʰʏlpʿə] (Kandava, 1862 - Múnic, 1915) fou un filòsof i psicòleg germanobàltic. Destacà pels seus treballs de psicologia experimental. En filosofia, considerà el coneixement com a conjunció entre pensaments i experiència.